# 金憲貞
金憲貞（?—?），又作金憲章奴，新罗宗室，追封興聖王，新罗第38任国王元聖王金敬信之孙，新罗第43任国王僖康王金悌隆之父。
金憲貞是金禮英之子，金均貞之兄。娶大阿飡朴忠祢之女美道夫人，又作包道夫人、深乃夫人、巴利夫人。生子金悌隆。哀莊王八年（807年）正月，伊飡金憲貞爲侍中。憲德王十一年（819年）正月，因为伊湌（真骨第二等）金憲貞得病不能行，年龄不到七十，賜金飾紫檀杖。兴德王十一年（836年），兴德王去世，金悌隆即位为僖康王，追封父亲金憲貞为興聖王，一作翌成王。母亲諡順成大后。